# Iris van Bokhoven
Iris van Bokhoven (4 augustus 2003) is een voormalig Nederlands voetbalspeelster. Ze kwam uit voor Excelsior in de Vrouwen Eredivisie.

## Clubcarrière
Van Bokhoven speelde bij de jongens van SV Voorne en VV Brielle. Vanaf de D-jeugd speelde ze bij VV Spijkenisse in de jongensselectie.
In mei 2019 tekende Van Bokhoven een contract voor Eredivisieclub SBV Excelsior. Op 22 september 2019 maakte ze in een thuiswedstrijd tegen sc Heerenveen haar debuut in de Vrouwen Eredivisie door in de 66ste minuut in te vallen voor Sherallin Henriquez. Van Bokhoven verlengde in 2020 haar contract bij Excelsior. In een thuiswedstrijd tegen Ajax op 24 april 2022 maakte ze haar eerste doelpunt in de competitie. Na afloop van dat seizoen verlengde Van Bokhoven haar contract voor het laatst bij de Kralingse club. In 2023 nam ze afscheid van Excelsior en daarmee van het profvoetbal.

## Statistieken
| Seizoen | Club          | Land      | Competitie | Wedstrijden | Doelpunten |
| ------- | ------------- | --------- | ---------- | ----------- | ---------- |
| 2019/20 | SBV Excelsior | Nederland | Eredivisie | 4           | 0          |
| 2020/21 | SBV Excelsior | Nederland | Eredivisie | 14          | 0          |
| 2021/22 | SBV Excelsior | Nederland | Eredivisie | 17          | 1          |
| 2022/23 | SBV Excelsior | Nederland | Eredivisie | 13          | 1          |
| Totaal  | Totaal        | Totaal    | Totaal     | 48          | 2          |

Laatste update: 4 december 2024

## Interlandcarrière
Van Bokhoven werd opgeroepen voor de jeugdselectie Nederland -17 waarvoor ze haar debuut maakte op 4 december 2019 tegen de leeftijdsgenoten van Denemarken door in de 82ste minuut in te vallen voor Jill Diekman.